# Théâtre des Carmes
Le théâtre des Carmes d'Avignon est fondé en 1963 par André Benedetto, auteur et acteur, Jacqueline Benedetto, son épouse et Bertrand Hurault, dans l'ancienne salle paroissiale Saint-Benoît dépendante de l'église Saint-Symphorien-les-Carmes. Au début, en dehors de la saison théâtrale, elle faisait fonction de salle de danse, de discothèque ou de bowling. Aujourd'hui cette salle est considérée comme une référence du théâtre français à Avignon. Elle accueille, outre ses propres productions, des pièces d'auteurs célèbres, des acteurs de renommée, des ateliers de théâtre, des étudiants en stage, des musiciens ou des conférenciers.
Ce théâtre est le lieu où joue régulièrement la « Nouvelle Compagnie d'Avignon », troupe théâtrale créée par André Benedetto et Bertrand Hurault. Elle fit ses débuts sur les planches au cours de l'hiver 1961. Depuis le « Manifeste de 1966 », base programme voulue par Benedetto, cette troupe n'a joué presque plus que des œuvres de son créateur.

## Situation
Il est situé 6 place des Carmes à Avignon.

## Nouvelle Compagnie d'Avignon
C'est la troupe fondée par André Benedetto et Bertrand Hurault en 1961. Elle jouera pour la première fois au théâtre des Carmes, en 1963, avec une création Le pilote d'Hiroschima.